# 19719 Glasser
19719 Glasser è un asteroide della fascia principale. Scoperto nel 1999, presenta un'orbita caratterizzata da un semiasse maggiore pari a 2,9290079 UA e da un'eccentricità di 0,3278047, inclinata di 13,24845° rispetto all'eclittica.